# Полобжа (река)
Полобжа (Карасиха) — река в России, протекает по Хвойнинскому району Новгородской области. Протекает через озеро Полобжа. Выше озера называется Карасиха, ниже — Полобжа. Устье реки находится в 156 км по левому берегу реки Кобожа. Длина реки составляет 22 км, площадь водосборного бассейна — 137 км². Примерно в 3 км от устья ширина реки — 6 метров, глубина — 1,5 метра.
Река протекает по территории Дворищинского сельского поселения. На левом берегу Карасихи стоит деревня Федеево, ниже на берегу озера Полобжа стоит деревня Полобжа.

## Данные водного реестра
По данным государственного водного реестра России относится к Верхневолжскому бассейновому округу, водохозяйственный участок реки — Молога от истока и до устья, речной подбассейн реки — Реки бассейна Рыбинского водохранилища. Речной бассейн реки — (Верхняя) Волга до Куйбышевского водохранилища (без бассейна Оки).
Код объекта в государственном водном реестре — 08010200112110000006498.